# كييل لارس بيرغ
كييل لارس بيرغ (بالنرويجية البوكمول: Kjell Lars Berge)‏ هو لغوي نرويجي، ولد في 23 ديسمبر 1957 في أوسلو في النرويج.

## وصلات خارجية
- الموقع الرسمي